# بید سرخس مرداب
بید سرخس مرداب (نام علمی: Fagitana littera) نام یک گونه از تیره شاپرکان جغدی است.